# 佘国华
佘国华（1955年—），湖南武冈人，中华人民共和国政治人物。

## 概述
2002年10月至2007年7月，担任永州职业技术学院党委副书记、院长。2007年7月至2008年3月，任永州职业技术学院党委书记。2008年3月至2010年8月，任湖南科技学院党委副书记、院长，2010年8月起任湖南科技学院党委书记。2013年，湖南省纪委对湖南科技学院党委书记佘国华涉嫌严重违纪问题立案调查。